# Disjuncție logică

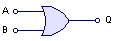
Poartă logică OR.

În logică și matematică, disjuncția logică (scrisă or) este un operator logic care dă valoarea de adevărat dacă cel puțin unul dintre operanzi este adevărat. Dacă se folosesc valori booleene pentru adevărat (1) și fals (0), atunci:
{\displaystyle a\vee b=a+b-ab}.
Disjuncția logică se mai numește alternativa logică (Georg Klaus, "Logica modernă", traducere de Mircea Țigoiu, ed. Științifică și Enciclopedică, București 1977, pag. 76 și următoarele).

## Definiție
Disjuncția logică este o operație logică asupra a două valori logice, de obicei valorile a două propoziții, care produce valoarea de fals dacă și numai dacă ambii operanzi au valoarea fals.
Tabelul de adevăr pentru p OR q (scris și p ∨ q) este următorul:
| p | q | p ∨ q |
| - | - | ----- |
| F | F | F     |
| F | A | A     |
| A | F | A     |
| A | A | A     |

În general, o disjuncție este o formulă logică cu unul sau mai mulți literali între care se aplică doar OR. Un singur literal este considerat deseori ca fiind o disjuncție degenerată.

## Simbol
Simbolul matematic pentru disjuncția logică variază în literatură. Pe lângă cuvântul "or", simbolul "∨", derivat din cuvântul latinesc vel pentru "sau", este în mod obișnuit folosit pentru disjuncție. De exemplu: "A ∨ B " se citește ca "A sau B ". O astfel de disjuncție este falsă dacă ambii A și B sunt falși. În celelalte cazuri, disjuncția este adevărată.
Toate exemplele de mai jos sunt disjuncții:
A ∨ B
¬A ∨ B
A ∨ ¬B ∨ ¬C ∨ D ∨ ¬E

## Asociativitate și comutativitate
Pentru mai mult de doi operanzi, or poate fi aplicată primilor doi operanzi, apoi or va fi aplicată rezultatului anterior și operandului care urmează:
(A or (B or C)) ⇔ ((A or B) or C)
Deoarece operația OR este asociativă, ordinea operanzilor nu este importantă: indiferent de asocierea aleasă, va fi obținut același rezultat.
Operatorul este de asemenea comutativ și de aceea ordinea operanzilor nu este importantă:
A or B ⇔ B or A

## Operații pe biți
Disjuncția este deseori folosită pentru operații pe biți. Exemple:
- 0 or 0 = 0
- 0 or 1 = 1
- 1 or 0 = 1
- 1 or 1 = 1
- 1010 or 1110 = 1110

În informatică, operatorul OR poate fi folosit pentru a seta un bit pe valoarea 1 prin disjuncția dintre acel bit și 1.

## Reuniune
Apartenența unui element din mulțimea reuniune a două mulțimi oarecare este descrisă în termeni de disjuncție logică: x ∈ A ∪ B dacă și numai dacă (x ∈ A) ∨ (x ∈ B).Astfel disjuncția logică satisface majoritatea identităților satisfăcute și de reuniunea din teoria mulțimilor, precum asociativitate, comutativitate, distributivitate raportat la conjuncție logică, legile lui de Morgan.